# Gondiswil
Gondiswil (local dialect Gumiswil) là một đô thị ở huyện Aarwangen ở bang Bern ở Thụy Sĩ. Đô thị này có diện tích 9,4 km², dân số năm 2020 là 711 người.
Đô thị này gồm các làng:
- Brüggenweid
- Freibach
- Haltstelle
- Staldershaus
- Schwendi

## Dân số
Đô thị này đang giảm sút dân số nhanh chóng do nông nghiệp khó khắn (66% dân số sống bằng nghề nông).